# Oberdorf (Nidwald)
Pour les articles homonymes, voir Oberdorf.
Oberdorf est une commune suisse du canton de Nidwald.

## Géographie

Vue aérienne (1956)

Selon l'Office fédéral de la statistique, Oberdorf mesure 16,25 km2.
Oberdorf est limitrophe de Dallenwil, Stans, Buochs, Beckenried et Wolfenschiessen.

## Démographie
Selon l'Office fédéral de la statistique, Oberdorf compte 3 075 habitants en 2008. Sa densité de population atteint 189 hab./km².
Le graphique suivant résume l'évolution de la population d'Oberdorf entre 1850 et 2008 :

## Personnalités
- Arnold Odermatt (1925-), photographe né à Oberdorf.